# Parachiton hylkiae
Parachiton hylkiae is een keverslakkensoort uit de familie van de Leptochitonidae. De wetenschappelijke naam van de soort is voor het eerst geldig gepubliceerd in 1993 door Strack.